# The Living Daylights (banda sonora)
The Living Daylights es la banda sonora de la película del mismo nombre. Fue originalmente lanzada en 1987 en "CD" y "casete", sin embargo al poco tiempo quedó descatalogada. En 1998, la casa discográfica Ryko sacó la edición de la banda sonora con toda la música de la película en su totalidad. En el 2003 Capitol Records nuevamente relanzó la banda sonora.

## Banda sonora
Los temas del filme son Where Has Everybody Gone y If There Was A Man ambos interpretados por The Pretenders y escritos por John Barry y Chrissie Hynde, el primero es utilizado instrumentalmente como el tema del villano Necros y circunstacialmente se escuchaba su versión cantada, el segundo aparece por las partes finales de la película y es utilizado instrumentalmente en la partitura como tema romántico.
La música de la película corrió a cargo de John Barry, esta fue su última partitura para la serie fílmica de Bond y también la anterior a su grave enfermedad intestinal que casi le costó la vida.
Al debutar Dalton quien era un Bond mucho más joven que Roger Moore, el compositor optó por innovar en varios aspectos de la música al incorporar sintetizadores al tema de James Bond e incorporarlos también en las escenas de acción para reflejar su identidad musical de los Bonds anteriores y a la vez posicionarlo como Un Bond más joven y moderno, mientras que las escenas dramáticas y de suspenso están acompañados de la elegante orquesta habitual en las cintas de Barry para James Bond.
El tema principal es The Living Daylights, interpretado por a-ha y compuesto por John Barry Y Pål Waaktar. A diferencia de los temas musicales de The Pretenders, El tema de "The Living Daylights" es el que menos importancia tiene en la partitura y solo es utilizado instrumentalmente para acompañar las secuencias aéreas del Hercules (Hercules Takes Off).

### Listado de temas
Nota: Los temas del "13" al "21" solo aparecen en la edición de 1998 y del 2003 de la banda sonora. 
- 1-The Living Daylights — a-ha
- 2-Necros Attacks
- 3-The Sniper Was A Woman
- 4-Ice Chase
- 5-Kara Meets Bond
- 6-Koskov Escapes
- 7-Where Has Everybody Gone — The Pretenders
- 8-Into Vienna — no usado en la película
- 9-Hercules Takes Off
- 10-Mujahadin And Opium
- 11-Inflight Fight
- 12-If There Was A Man — The Pretenders
- 13-Exercise At Gibraltar
- 14-Approaching Kara
- 15-Murder At The Fair
- 16-"Assassin" and Drugged
- 17-Airbase Jailbreak
- 18-Afghanistan Plan
- 19-Air Bond
- 20-Final Confrontation
- 21-Alternate End Titles — No usado en la película

## Anotaciones

### Pasajes de la película que no se encuentran en la BSO
- Un pasaje de unos cuantos segundos que aparece cuando Bond interroga a Pushkin.
- Cuando Bond conoce a la chica del yate se escucha un pasaje breve del "Tema de James Bond"

### Tracks del disco que no se encuentran en la película
- Into Vienna y Alternate End Titles , ambas son versiones instrumentales de la canción "If There Was A Man", la diferencia entre ellas es que "Into Vienna" es interpretada en un sintetizador mientras que "Alternate End Titles" es interpretada por una orquesta. Ambos se tenían pensados para que pudiesen aparecer en los créditos finales, pero al final la versión con vocales del tema fue la elegida.

## Música Diegética
En la película hay una abundante cantidad de música clásica, mucha de ella siendo interpretada en el filme por la chelista Kara Milovy.

### Lista de música
- La 40 Sinfonía de Mozart en sol menor , esta es interpretada en la película por la orquesta del conservatorio de Bratislava.
- El Cuarteto de Cuerdas de Borodin en D Mayor, es interpretada por Kara ante una pequeña audiencia entre la cual se encuentra Bond, posteriormente él menciona que su interpretación del tema fue exquisita.
- Variaciones sobre un tema rococó de Chaikovski, la cual se escucha en una Ópera en Viena
- Concierto para Violonchelo de Dvořák, interpretada por Kara cerca del final de la película ante una enorme audiencia entre la que se encuentra M y el General Gogol.